# John H. Holland
John Henry Holland (* 2. Februar 1929 in Fort Wayne, Indiana; † 9. August 2015 in Ann Arbor, Michigan) war ein US-amerikanischer Informatiker. 

## Leben
Er studierte Physik am Massachusetts Institute of Technology (MIT) mit dem Bachelor-Abschluss 1950 und Mathematik an der University of Michigan mit dem Master-Abschluss 1954  und wurde dort 1959 bei Arthur Burks promoviert (Cycles in Logical Nets). Er lehrte als Professor Psychologie, Elektrotechnik und Informatik an der University of Michigan.
Er gilt als Begründer des genetischen Algorithmus zur Lösung komplexer Optimierungsprobleme und des evolutionären Algorithmus. Er ist auch Mitbegründer des komplexen adaptiven Systems. Sein Schematheorem ist zentraler theoretischer Bestandteil dieses Gebiets.
1992 war er MacArthur Fellow.

## Veröffentlichungen

### Bücher
- J. H. Holland, K. J. Holyoak, R. E. Nisbett & P. Thagard (1986). Induction: Processes of Inference, Learning, and Discovery. Cambridge, MA: MIT Press, ISBN 0-262-58096-9.
- Adaptation in Natural and Artificial Systems. MIT Press, 1992, ISBN 0-262-58111-6.
- Hidden Order: How Adaptation Builds Complexity. Helix Books, 1996, ISBN 0-201-44230-2.
- Emergence. From Chaos to Order. Oxford University Press, 2000, ISBN 0-19-286211-1.
- Selected Papers of John H Holland: A Pioneer in Complexity Science (= Exploring Complexity. Band 4). World Scientific, 2018, ISBN 978-981-3234-76-5, doi:10.1142/10841.

### Beiträge
- A universal computer capable of executing an arbitrary number of subprograms simultaneously. In: Proc. Eastern Joint Comp. Conf. 1959, S. 108–112.
- Iterative circuit computers. In: Proc. Western Joint Comp. Conf. 1960, S. 259–265.
- Outline for a logical theory of adaptive systems. In: JACM. Vol 9, Nr. 3, 1962, S. 279–314.
- Hierarchical descriptions, universal spaces, and adaptive systems. In: Arthur W. Burks (Hrsg.): Essays on Cellular Automata. University of Illinois Press, 1970.
- Using Classifier Systems to Study Adaptive Nonlinear Networks. In: Daniel L. Stein (Hrsg.): Lectures in the Sciences of Complexity. Addison-Wesley, 1989.
- Concerning the Emergence of Tag-Mediated Lookahead in Classifier Systems. In: Stephanie Forrest (Hrsg.): Emergent Computation: self-organizing, collective, and cooperative phenomena in natural and computing networks. MIT Press, 1991.
- The Royal Road for Genetic Algorithms: Fitness Landscapes and GA Performance. In: Francisco J. Varela, Paul Bourgine (Hrsg.): Toward a Practice of Autonomous Systems: proceedings of the first European conference on Artificial Life. MIT Press, 1992.
- Echoing Emergence: objectives, rough definitions, and speculations for ECHO-class models. In: George A. Cowan, David Pines, David Meltzer (Hrsg.): Complexity: metaphors, models, and reality. Addison-Wesley, 1994.
- Can There Be A Unified Theory of Complex Adaptive Systems? In: Harold J. Morowitz, Jerome L. Singer (Hrsg.): The Mind, The Brain, and Complex Adaptive Systems. Addison-Wesley, 1995.
- Board Games. In: John Brockman (Hrsg.): The Greatest Inventions of the Past 2000 Years. Phoenix, 2000.
- What is to Come and How to Predict It. In: John Brockman (Hrsg.): The Next Fifty Years: science in the first half of the twenty-first century. Weidenfeld & Nicholson, 2002.